# Ebba Busch
Ebba Busch, mellan 2013 och 2020 känd som Ebba Busch Thor, egentligen Ebba-Elisabeth Busch, ursprungligen Busch-Christensen, född 11 februari 1987 i Gamla Uppsala församling i Uppsala, är en svensk politiker (kristdemokrat). Sedan den 25 april 2015 är hon partiledare för Kristdemokraterna och sedan 2022 även energi- och näringsminister samt vice statsminister (statsministerns ställföreträdare) i regeringen Kristersson.
Hon var kommunalråd i Uppsala kommun åren 2010–2015.

## Uppväxt, utbildning och arbetsliv
Ebba Busch är uppvuxen i Gunsta utanför Uppsala. Hon gick i Livets Ords grundskola, döptes och blev medlem även i församlingen Livets Ord Hon gick gymnasiet på Katedralskolan i Uppsala, där hon läste International Baccalaureate. Hon blev så småningom mindre aktiv i Livets Ord, vilket senare ledde till att hon formellt lämnade sitt medlemskap i församlingen.
Busch har bedrivit akademiska studier i freds- och konfliktkunskap vid Uppsala universitet och har arbetat fem säsonger som utomhusmålare. Under sex månader 2007–2008 bodde hon i Bryssel och praktiserade (stagiaire) hos den kristdemokratiske Europaparlamentarikern Lars Wohlin. Hon har även arbetat som PR-konsult i Stockholm.

## Politisk karriär

### Tidiga år
Ebba Busch gick med i Kristdemokraterna redan under högstadietiden, men blev aktiv i partiet vid nitton års ålder, under valåret 2006. Hon har berättat att hennes politiska engagemang väcktes av den negativa erfarenhet som hennes mormor haft med hemtjänsten.
Hon var politisk sekreterare i Uppsala kommun åt Kristdemokraternas kommunalråd Gustaf von Essen under mandatperioden 2006–2010. År 2009 blev von Essen sjukskriven och Busch tog i praktiken över som vikarierande kommunalråd och förhandlade detta års budget.
Busch var vice ordförande för Kristdemokratiska Ungdomsförbundet (KDU) åren 2008–2011.

### Kommunalråd i Uppsala (2010–2015)

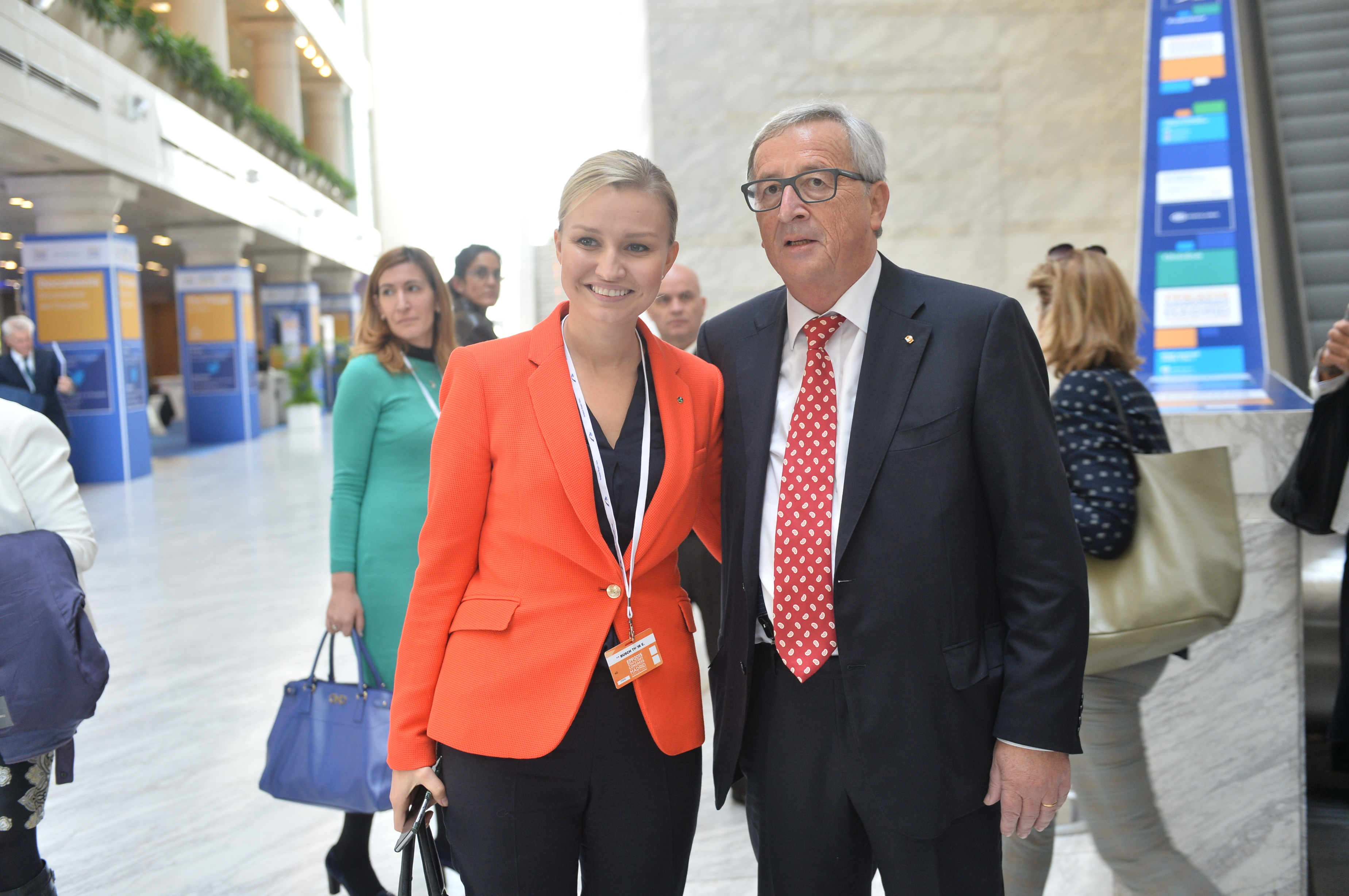
Ebba Busch och Jean-Claude Juncker under det europeiska partiet EPP:s kongress i Madrid i oktober 2015.

Inför valet till kommunfullmäktige i Uppsala 2010 föreslog Kristdemokraternas nomineringskommitté att Busch skulle stå på tredje plats på valsedeln, som skulle toppas av Gustaf von Essen. Ungdomsförbundets ordförande Charlie Weimers, som saknade rösträtt i Uppsalas lokalavdelning, skrev att han tyckte att Kristdemokraterna Uppsala borde placera Busch högst upp på listan. Nomineringsstämman röstade för Busch, med röstsiffrorna 26 för Busch, 24 för von Essen och en blank röst. Från maj 2010 var Busch kommunalråd på halvtid tillsammans med von Essen. Med sina 23 år var hon den yngsta person som dittills valts till denna post.
I valet fick Busch 1 679 personröster vilket var betydligt fler än von Essen som fick 220. Efter valet blev hon kommunalråd på heltid, med ansvar för äldrefrågor samt demokrati och integration.
Busch gjorde ett flertal uttalanden i nyhetsmedia hösten 2010 angående det som hon uppfattade som otydligt ledarskap från Kristdemokraternas dåvarande partiledare Göran Hägglund. Inför det extra rikstinget i januari 2012 gav hon sitt stöd till Mats Odells kandidatur som partiledare, och hon kandiderade själv till posten som förste vice partiordförande, men förlorade i omröstningen på rikstinget mot sittande vice ordföranden Maria Larsson med röstsiffrorna 122–155. I september 2013 valdes hon in i partistyrelsen.
År 2013 var hon en av de politiker vars yrkesliv skildrades i SVT:s dokumentärserie Kommunpampar.
Inför Europaparlamentsvalet 2014 valdes Busch att företräda Kristdemokraterna på valsedelns andra plats. Partiet fick dock bara ett mandat i valet.
Busch toppade Kristdemokraternas valsedel i kommunvalet i Uppsala 2014. Hon fick med 2 477 personröster fler kryss än någon annan politiker i valet. Alliansen förlorade makten i kommunen i valet, och Busch blev kommunalråd i opposition, en position som hon våren 2015 lämnade efter att hon utsetts till partiledare.

## Partiledare (2015–)
I januari 2015 aviserade Göran Hägglund sin avgång som partiledare för Kristdemokraterna. Valberedningen valde i ett första skede att lyfta fram två kandidater, Jakob Forssmed och Ebba Busch. En majoritet av distrikten ställde sig bakom Busch, och den 13 mars 2015 föreslog en enig valberedning henne som ny partiledare, partiets fjärde sedan grundandet. Den 25 april 2015 valdes hon enhälligt till partiledare, och tillträdde ämbetet samma dag.

### Mandatperioden 2014–2018
Under Buschs ledning har partiet tenderat att röra sig högerut. I oktober 2015 beslutade partiet att lämna Decemberöverenskommelsen. Överenskommelsen hade uppkommit i december 2014 efter regeringskrisen 2014 och innebar bland annat att Allianspartierna gick med på att släppa igenom de budgetar som regeringen Löfven I skulle lägga fram under mandatperioden 2014–2018. De övriga Allianspartierna ansåg att överenskommelsen i och med Kristdemokraternas beslut hade fallit.
Den 26 juli 2017 meddelade Busch och övriga partiledare för Allianspartierna att de, mot bakgrund av IT-skandalen på Transportstyrelsen, avsåg väcka misstroendeförklaring mot tre statsråd: försvarsminister Peter Hultqvist, infrastrukturminister Anna Johansson och inrikesminister Anders Ygeman. Även Sverigedemokraternas partiledare Jimmie Åkesson stödde misstroendeförklaringarna. Efter att Johansson och Ygeman själva valde att avgå från sina poster var det bara Hultqvist kvar som riskerade misstroendeförklaring. När frågan avgjordes i september röstade Kristdemokraterna för förslaget, men de två Allianspartierna Centerpartiet och Liberalerna valde att inte längre stödja misstroendeförklaringen, vilket innebar att Hultqvist kunde sitta kvar som försvarsminister.
Under våren 2018 kritiserade Busch Centerpartiets beslut att, tillsammans med regeringen Löfven I och Vänsterpartiet, rösta för den kontroversiella  gymnasielagen, som innebar att en ensamkommande ung asylsökande som fått avslag på sin ansökan skulle få en ny chans att få uppehållstillstånd i Sverige om personen påbörjat en godkänd utbildning.

### Riksdagsvalet 2018

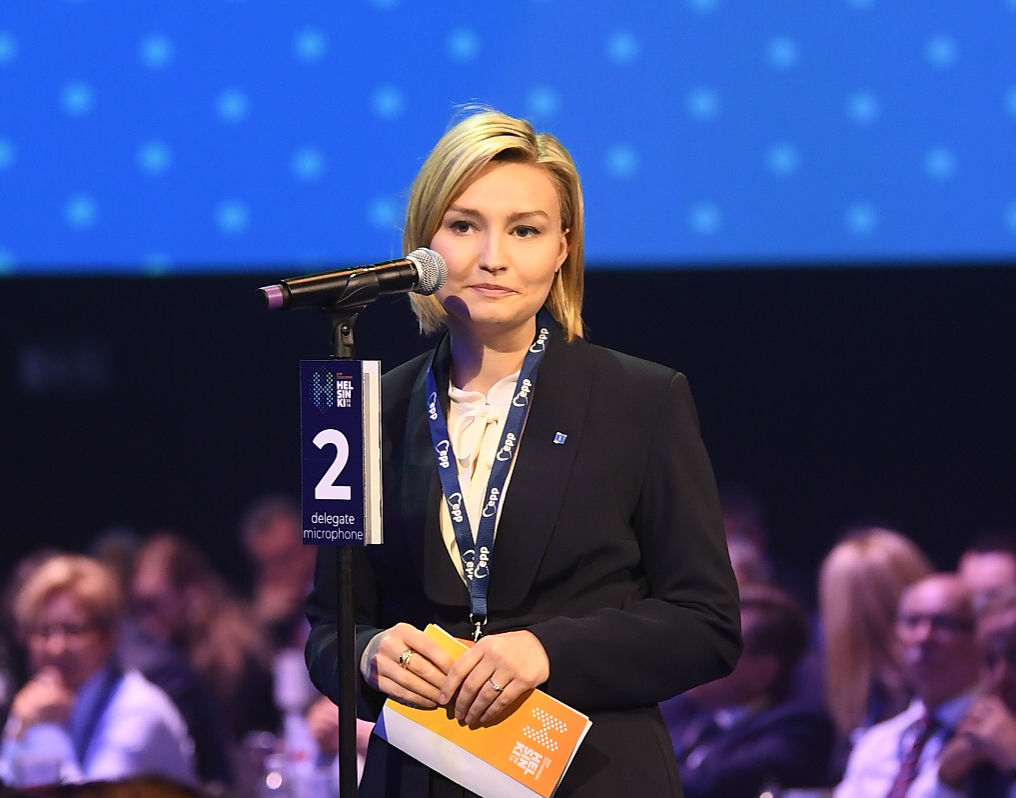
Busch håller tal under det europeiska partiet EPP:s kongress i Helsingfors i november 2018.

Under valrörelsen inför riksdagsvalet den 9 september 2018 drev Busch bland annat frågan om att förstatliga landstingen, med avsikt att effektivisera och göra sjukvården mer jämlik i landet. I september 2018 presenterade hon även ett förslag om att bilda nya regionala behandlingscenter särskilt inriktade på patienter med astma, kol, psykiska sjukdomar, hjärt- och kärlsjukdomar, reumatiska sjukdomar och diabetes – enligt samma modell som befintliga regionala cancercenter.
Efter att Kristdemokraterna i många opinionsmätningar under mandatperioden 2014–2018 legat under 4%-spärren (i juni 2018 på 2,4 procent i Sifos mätning), valspurtade man och slutade som sjätte största parti med valresultatet 6,3 procent – ett valresultat som var partiets högsta sedan 2006 och det femte högsta i partiets historia. Busch retoriska förmåga och insatser i partiledardebatterna i SVT och TV4 under de sista dagarna innan valet sägs ha varit en starkt bidragande orsak till detta. I flera mätningar efter partiledardebatterna utnämndes hon av tittarna till näst bäst efter Moderaternas partiledare Ulf Kristersson.
Busch toppade Kristdemokraternas valsedel i flertalet valkretsar och valdes in i riksdagen för Västra Götalands läns östra valkrets.

### Mandatperioden 2018–2022
Den 14 november 2018 röstade riksdagen om förslaget att utse Ulf Kristersson till statsminister i en regering med Moderaterna och Kristdemokraterna, där Busch hade blivit vice statsminister. Omröstningen resulterade i 195 nej-röster mot 154 ja-röster, efter att Allianspartierna Centerpartiet och Liberalerna följt de rödgröna partiernas linje att rösta emot, medan Sverigedemokraterna röstade för förslaget. Detta var första gången någonsin som en talmans förslag till statsminister inte godkänts av riksdagen. Senare under november höll Busch ett tal där hon vädjade till Centerpartiet och Liberalerna att komma "hem till Alliansen" och acceptera Kristersson som statsminister.

#### Regeringskrisen 2021

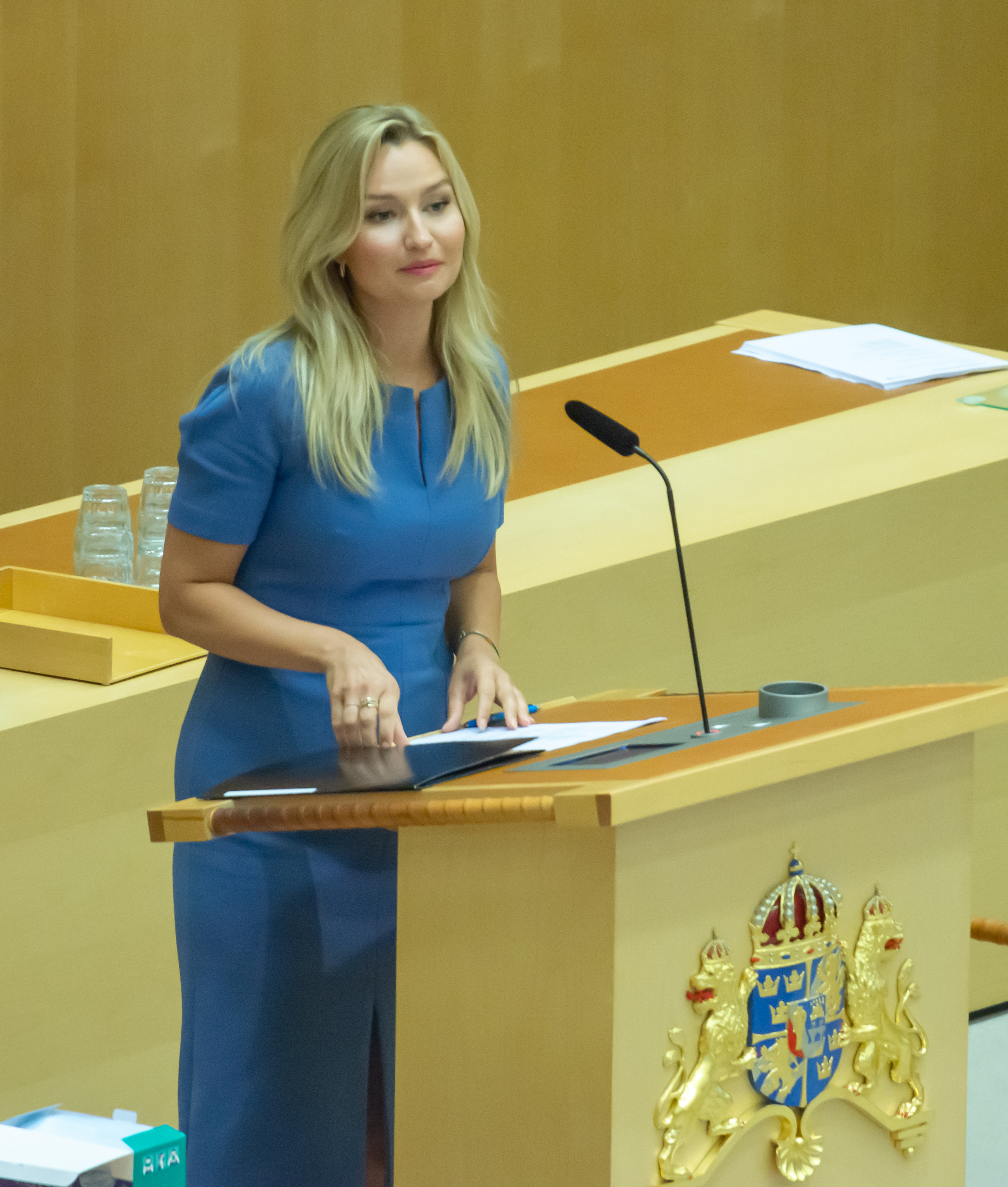
Ebba Busch i riksdagens talarstol under regeringskrisen 2021 och strax före statsministeromröstningen den 7 juli samma år.

Under regeringskrisen i Sverige i juni 2021 gav riksdagens talman Andreas Norlén moderatledaren Ulf Kristersson i uppdrag att sondera förutsättningarna för att bilda regering. I en sådan regering var Kristdemokraterna tänkta att ingå. Två dagar senare meddelade Kristersson att han gav upp försöken då han inte lyckats få med sig de 175 riksdagsmandat som krävts. "Den politiska grunden för att ge Sverige en ny regering och för att kunna styra Sverige det kommande året finns, men matematiken finns inte", sa Ebba Busch.
Den 24 november 2021 röstade riksdagen om att utse Magdalena Andersson (S) till Sveriges statsminister. Kristdemokraterna röstade nej.

### Mandatperioden 2022–2026
I riksdagsvalet 2022 minskade stödet för Kristdemokraterna från 6,3% till 5,34%. Trots detta röstade riksdagen fram talman Andreas Norléns förslag, Ulf Kristersson (M), till statsminister den 17 oktober 2022. Bakgrunden till Kristerssons regering är det avtal som slöts av samarbetspartierna Sverigedemokraterna, Moderaterna, Kristdemokraterna och Liberalerna den 14 oktober 2022. Avtalet kom att kallas Tidöavtalet. Ebba Busch blev återigen invald som ledamot av Sveriges riksdag.

#### Energi- och näringsminister och vice statsminister

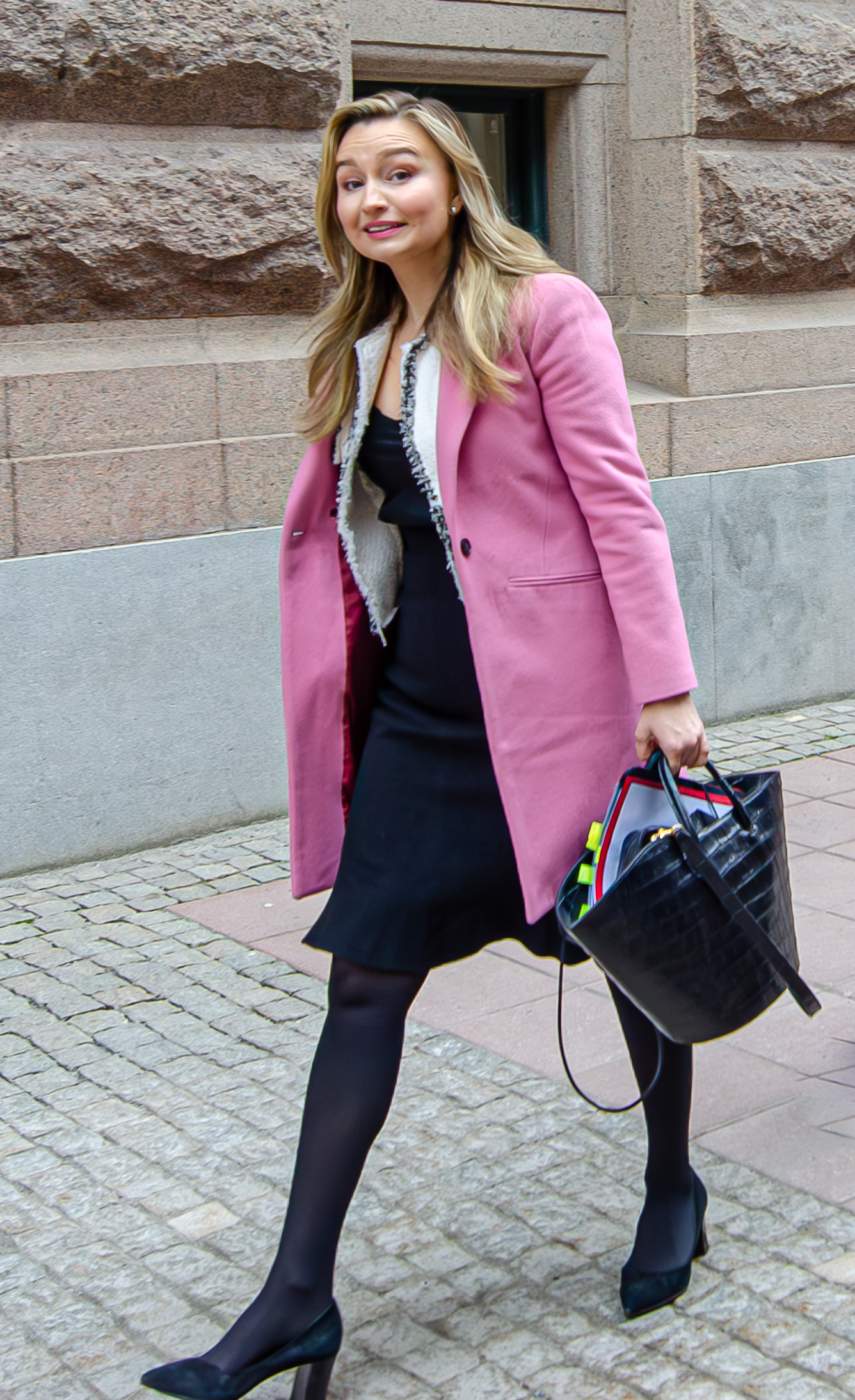
Näringsminister Ebba Busch (KD) utanför Riksdagen på väg till Näringsdepartementet för överläggningar kring EU-lagen om företagsansvar, CSDDD, i mars 2024.

Ebba Busch utsågs till Energi- och näringsminister av statsminister Ulf Kristersson den 18 oktober 2022. I samband med detta utsågs även Busch till vice statsminister och statsministerns ställföreträdare. Hon tillträdde ämbetet tillträdde den 18 oktober 2022 och efterträdde Morgan Johansson (S) på posten. Det är första gången som Ebba Busch utsetts till statsråd.

## Politiska ställningstaganden
Ebba Buschs politiska hjärtefrågor anses vara äldrefrågor, sjukvård, antibyråkrati och sänkta skatter. Hennes viktigaste fråga är gränsdragningen mellan politikens inflytande kontra civilsamhällets självbestämmanderätt.

### Hälso- och sjukvård
Sedan valrörelsen 2018 har Busch drivit frågan om att förstatliga landstingen, med avsikt att effektivisera och göra sjukvården mer jämlik i landet. En annan politisk fråga som hon drivit är återinförande av den så kallade "kömiljarden" i syfte att minska vårdköerna. "Kömiljarden" innebär att de landsting som uppfyller tidsgränserna i vårdgarantin belönas med extra resurser. Busch önskar bilda nya regionala behandlingscenter särskilt inriktade på patienter med astma, kol, psykiska sjukdomar, hjärt- och kärlsjukdomar, reumatiska sjukdomar och diabetes enligt samma modell som befintliga regionala cancercenter.
I frågan om den nuvarande svenska abortlagstiftningen har Busch menat att hon står bakom den, men har fört debatt i abortfrågan gällande foster som överlever abort. Under en debatt i Uppsala 2009 sa Busch att hon personligen har "svårt att se abort som en mänsklig rättighet", vilket hon även påtalade år 2015. Busch vill ha samvetsfrihet för personal som vägrar att utföra aborter.

### Feminism
Med ordet "Genusflum" har Busch argumenterat emot långtgående genuspedagogik. Resonemanget har varit att det behövs en "ny slags feminism" som handlar om kvinnors ökande sjukskrivningstal snarare än vilka leksaker barn leker med på förskolan. "Borgerlig feminism" är ett annat ord hon använt när hon argumenterat mot kvotering och för en fri föräldraförsäkring där familjen själv kan välja hur ledighetsveckorna ska fördelas.

### Lag och ordning
I frågan om sexualbrott har Busch argumenterat för höjda straff och anser att utländska män som döms för sådana brott bör utvisas.

### Energipolitik
Planerna på att avveckla Ringhals kärnkraftverk har Busch varit emot och i stället argumenterat för bygga fler kärnkraftverk i syfte att motverka den globala uppvärmningen. Vidare är Busch emot att införa en flygskatt och emot höjd bensinskatt.

### Migrationspolitik
Busch har kritiserat den kontroversiella gymnasielagen, som gav ensamkommande från Afghanistan, som fått beslutet att de inte har giltiga asylskäl, en ny chans att få uppehållstillstånd i Sverige om de börjar studera. Hon är för anhöriginvandring för den närmsta familjen. Hon har vidare argumenterat emot att tillåta böneutrop.

### Utrikespolitik
Busch är positiv till frihandel och stöder EU-samarbetet, men anser att subsidiaritetsprincipen ska värnas och är emot ökad överstatlighet inom sociala frågor och att ge EU beskattningsrätt. Turkiskt medlemskap i EU anser hon ska förkastas.
Busch har kritiserat utrikesminister Margot Wallströms hållning gentemot Israel och hantering av Israel-Palestinakonflikten, med argumentet att Wallström varit för ensidig och debatterat för Palestina snarare än agerat som en diplomat. Hon önskar flytta den svenska ambassaden i Israel från Tel Aviv till Jerusalem och var positiv till USA:s beslut att flytta sin ambassad dit 2017.

## Privatliv
Buschs far kommer från Norge och hon har dubbelt medborgarskap. Vidare är hon medlem i Svenska kyrkan.
År 2013 gifte sig Busch med Niklas Thor, fotbollsspelare i IK Sirius. I december 2019 meddelade paret att de ansökt om skilsmässa. Tillsammans fick de en son 2015 och en dotter 2017. Hon använde under äktenskapet namnet Ebba Busch Thor, men var aldrig folkbokförd under detta namn.

### Fastighetsaffären och domen för grovt förtal
Hösten 2020 köpte Busch ett hus av en äldre man. Säljaren ångrade sig och menade att han inte förstod att han sålt huset efter att han erhållit handpenning. Busch menade att mannens reaktion berodde på påtryckningar från personer i hans omgivning och valde att gå till rätten. Busch och motparten ingick förlikning 8 oktober 2021, vilken stadfästes i dom den 18 oktober 2021. Senare överklagade motparten stadfästelsesdomen till Svea hovrätt, som nekade prövningstillstånd den 9 februari 2022, varför den stadfästa förlikningen står sig.
När Busch i februari 2021 beskrev sin version av skeendet i ett inlägg på Facebook, nämnde hon också ett allvarligt brott som säljarens juridiska ombud, Johann Binninge, blivit dömd för. Detta ledde till en anmälan om grovt förtal, men innan hon hann bli åtalad accepterade hon ett strafföreläggande om villkorlig dom och dagsböter. Samtidigt sa hon: "Jag anser mig vara oskyldig till detta, men jag har i dag erkänt brott för att få möjlighet att kunna sätta punkt för detta och att jag inte har tid att utgöra det juridiska prejudikat som i dag saknas". I september 2021 meddelades att Busch skulle betala ett skadestånd till Binninge. Fastighetsaffären och förtalsprocessen blev vida omtalade i medier under det år då de pågick, samtidigt som förtroendet för Busch sjönk under samma period. Den kristdemokratiske riksdagsledamoten Lars Adaktusson kritiserade Busch och uttryckte "oro för situationen" efter strafföreläggandet.

## Utmärkelser
- Konung Carl XVI Gustafs jubileumsminnestecken IV, 15 september 2023.[97]
- Storofficer av franska Hederslegionen, 30 januari 2024.[98]
- Storkors av Dannebrogorden, 6 maj 2024.[99]